# Trąbiki (owady)
Trąbiki (Salpingidae) – rodzina chrząszczy z podrzędu wielożernych i nadrodziny czarnuchów. Obejmuje około 300 opisanych gatunków. Rozprzestrzeniona jest kosmopolitycznie. W zapisie kopalnym znana jest od eocenu. Cechuje ją duża różnorodność pod względem budowy ciała, siedliska i diety, a jej monofiletyzm jest niepewny.

## Morfologia

### Owad dorosły

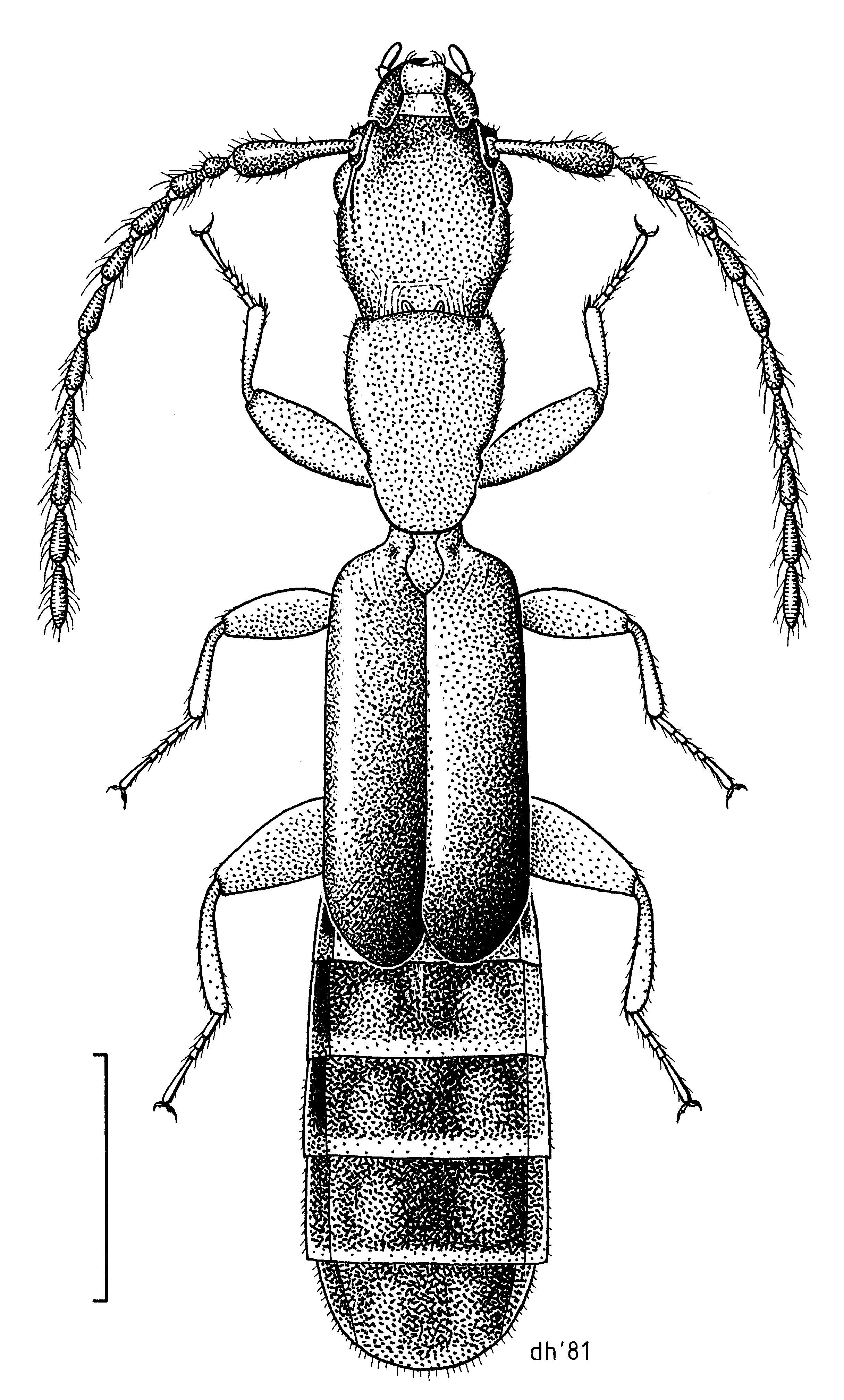
Diagrypnodes wakefieldi z podrodziny Inopeplinae

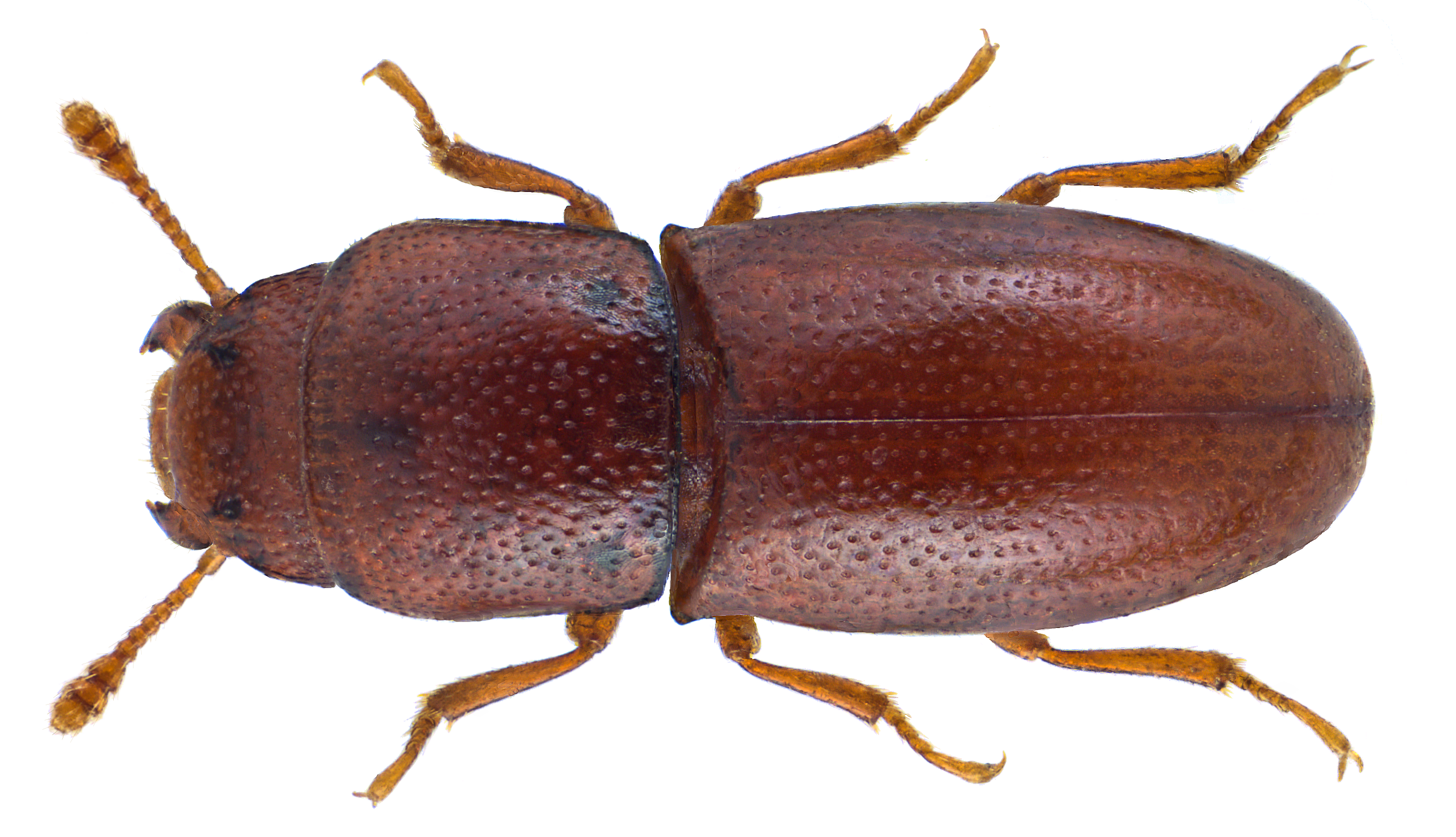
Korolubek z podrodziny Agleninae

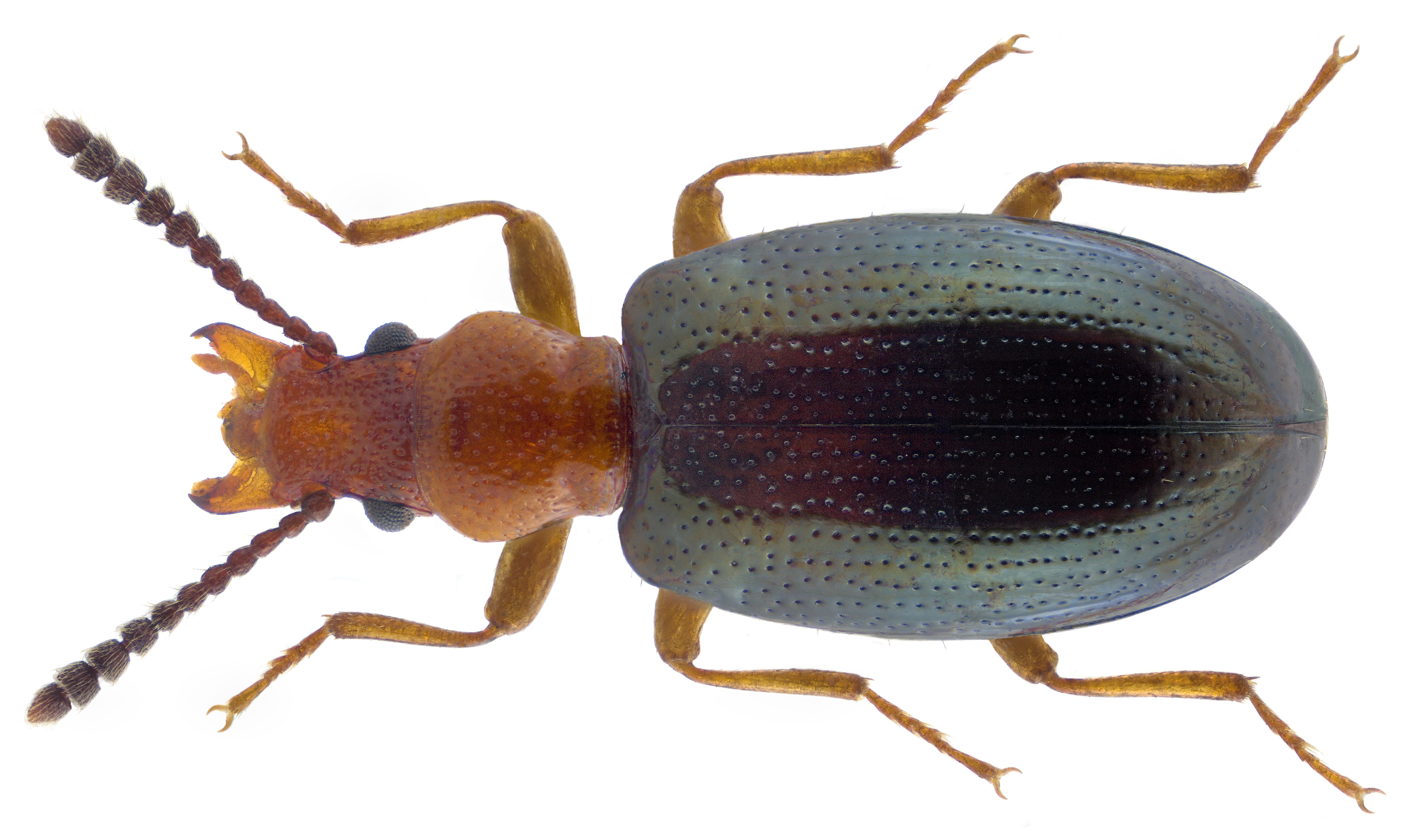
Vincenzellus ruficolli z podrodziny Salpinginae

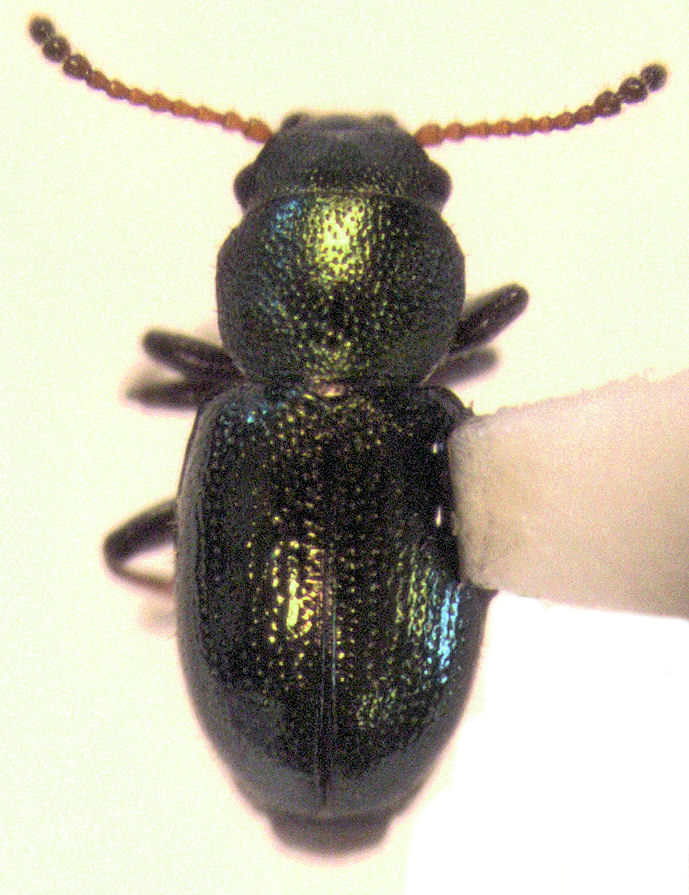
Antarcticodomus z podrodziny Aegialitinae

Chrząszcze o silnie spłaszczonym do wyraźnie wypukłego ciele długości od 1,2 do 11,5 mm. Jego zarys może być od 1,5 do 7 razy dłuższy niż szeroki i zwykle ma mniej więcej równoległe boki. Oskórek bywa nagi lub rozmaicie owłosiony.
Głowa jest co najwyżej trochę opadająca, z nieobecnym lub słabo zaznaczonym szwem epistomalnym. Z tyłu może być gwałtownie zwężona w szyję lub kłykciowato przewężona. Z kolei u Tretothorax i niektórych Salpinginae jej przód wydłużony jest w ryjek (trąbkę). Oczy złożone są całobrzegie lub bardzo słabo wykrojone, zwykle są zbudowane z delikatnych omatidiów, często bywają mocno wyłupiaste. U korolubków oczu brak jednak zupełnie. Czułki bywają różnie ukształtowane. U Aegialitinae, korolubków, Othniinae, Prostominiinae i części Salpinginae są jedenastoczłonowe z trójczłonowymi buławkami, u pozostałych Salpinginae z buławkami cztero- lub pięcioczłonowymi, u Inopeplinae jedenastoczłonowe i paciorkowate, a u Dacoderinae dziesięcioczłonowe i paciorkowate lub zwieńczone buławką złożoną z jednego lub dwóch członów. Na potylicy brak jest żeberek. Kształt nadustka i wargi górnej bywa rozmaity. Żuwaczki typowo są krótkie, szerokie, z dwoma zębami na szczycie, jednym lub większą liczbą zębów na krawędziach tnących oraz dobrze wykształconymi molami i prostekami. Z wyjątkiem większości Inopeplinae żuwka zewnętrzna jest gęsto porośnięta szczecinkami. Z wyjątkiem niektórych Salpinginae ostatni człon głaszczków szczękowych jest walcowaty lub wrzecionowaty, podobnie jak w przypadku głaszczków wargowych; te ostatnie są jednak całkiem zanikłe u Tretothorax. Języczek zwykle jest niezmodyfikowany, tylko u Diagrypnodes lekko wycięty. Szwy gularne są w różnym stopniu od siebie oddalone. Brak jest u trąbików listewek podpoliczkowych, jak i sklerytów szyjnych.
Przedplecze bywa różnie ukształtowane, ale kąty ma zawsze niewystające, a największą szerokość osiąga na przedzie lub pośrodku. Stosunek długości do szerokości przedplecza wynosi od 0,5 do 1,6. Na jego wierzchu brak jest dołków przypodstawowych czy żeberek, natomiast występować mogą żeberka boczne, niekiedy ząbkowane. Tarczka bywa spiczasta po szeroko zaokrągloną. Stosunek długości do szerokości pokryw wynosi od 0,8 do 3. Punktowanie na ich powierzchni może być bezładne lub ułożone w 10 rzędów lub rowków oraz rządek przytarczkowy. Epipleury są niepełne lub całkiem ich brak. U Inopeplinae pokrywy odsłaniają kilka tergitów odwłoka, natomiast u pozostałych grup zakrywają go w całości. Tylna para skrzydeł bywa dobrze wykształcona, silnie uwsteczniona, a nawet całkiem zanikła. Jej użyłkowanie jest zmienne. Przedpiersie miewa różnie wykształcony, kompletny lub niekompletny wyrostek międzybiodrowy. Panewki przednich bioder bywają poprzeczne lub okrągłe, zwykle są od zewnątrz otwarte. Przednie krętarzyki są w całości ukryte. Endosternit zatułowia ma co najwyżej krótki wyrostek przedni, zwykle uwstecznione lub zanikłe blaszki i najczęściej długie boczne ramiona. Odnóża środkowej pary odznaczają się udami o silnie skośnym przyczepie do krętarzy. U większości rodzajów stopy dwóch pierwszych par są pięcioczłonowe, a ostatniej czteroczłonowe, jednak znane są rodzaje o wszystkich stopach czteroczłonowych. Pazurki są niezmodyfikowane.
Na spodzie odwłoka widocznych jest pięć sternitów (wentrytów), z których pierwszy wypuszcza ku przodowi wyrostek międzybiodrowy. U zdecydowanej większości gatunków wszystkie te wentryty są wolne, jednak u niektórych dwa pierwsze są stożkowato połączone. Ósmy segment odwłoka pozbawiony jest sprawnych przetchlinek, a u samca też pośrodkowej rozpórki na sternicie. Z wyjątkiem Dacoderinae samce mają spiculum gastrale na przednim brzegu sternitu dziewiątego. Tergit dziesiąty jest całkowicie zlany z tergitem poprzednim i bywa w całości błoniasty. Symetryczny edeagus samca ma pozbawione rozpórek przednią krawędź fallobazy i przedni brzeg prącia, zaś stawowo połączone z fallobazą paramery są co najmniej częściowo zrośnięte ze sobą, formując apicale. Samice mają długie spiculum ventrale na ósmym sternicie oraz wydłużone pokładełko o dwu- lub trzyczęściowych, wyraźnie krótszych od paraproktów koksytach i dobrze wykształconych, umiejscowionych wierzchołkowo gonostylikach.

### Larwa

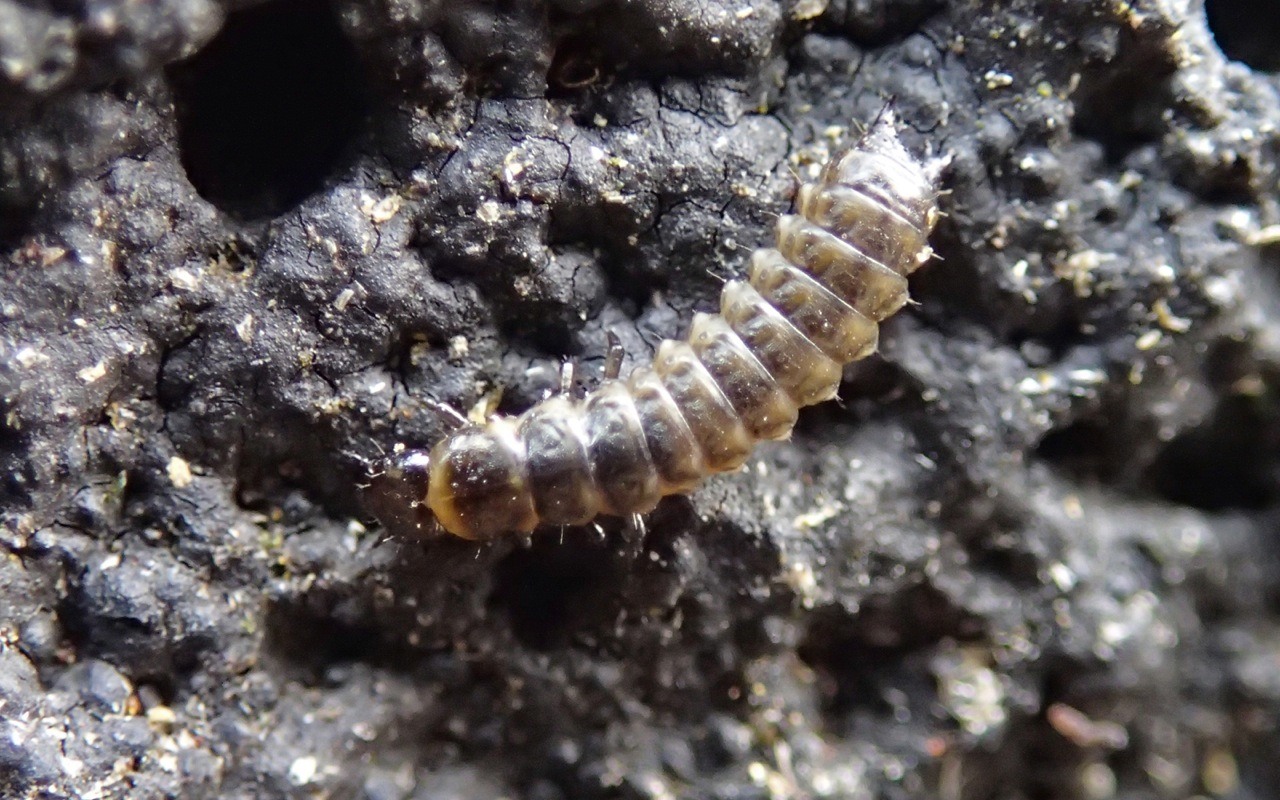
Larwa Aegialites saintgeorgensis z podrodziny Aegialitinae

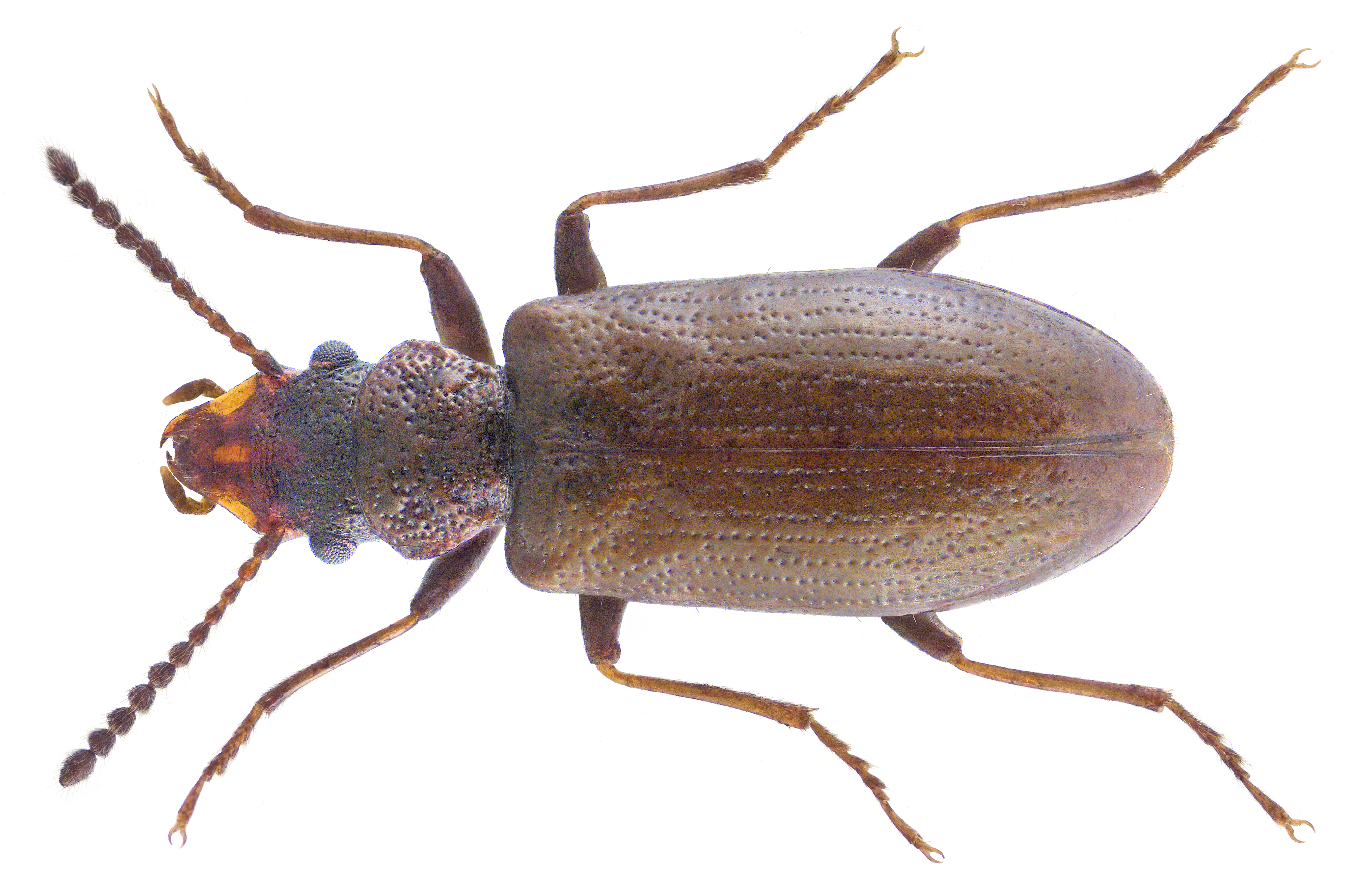
Rabocerus gabrieli z podrodziny Salpinginae

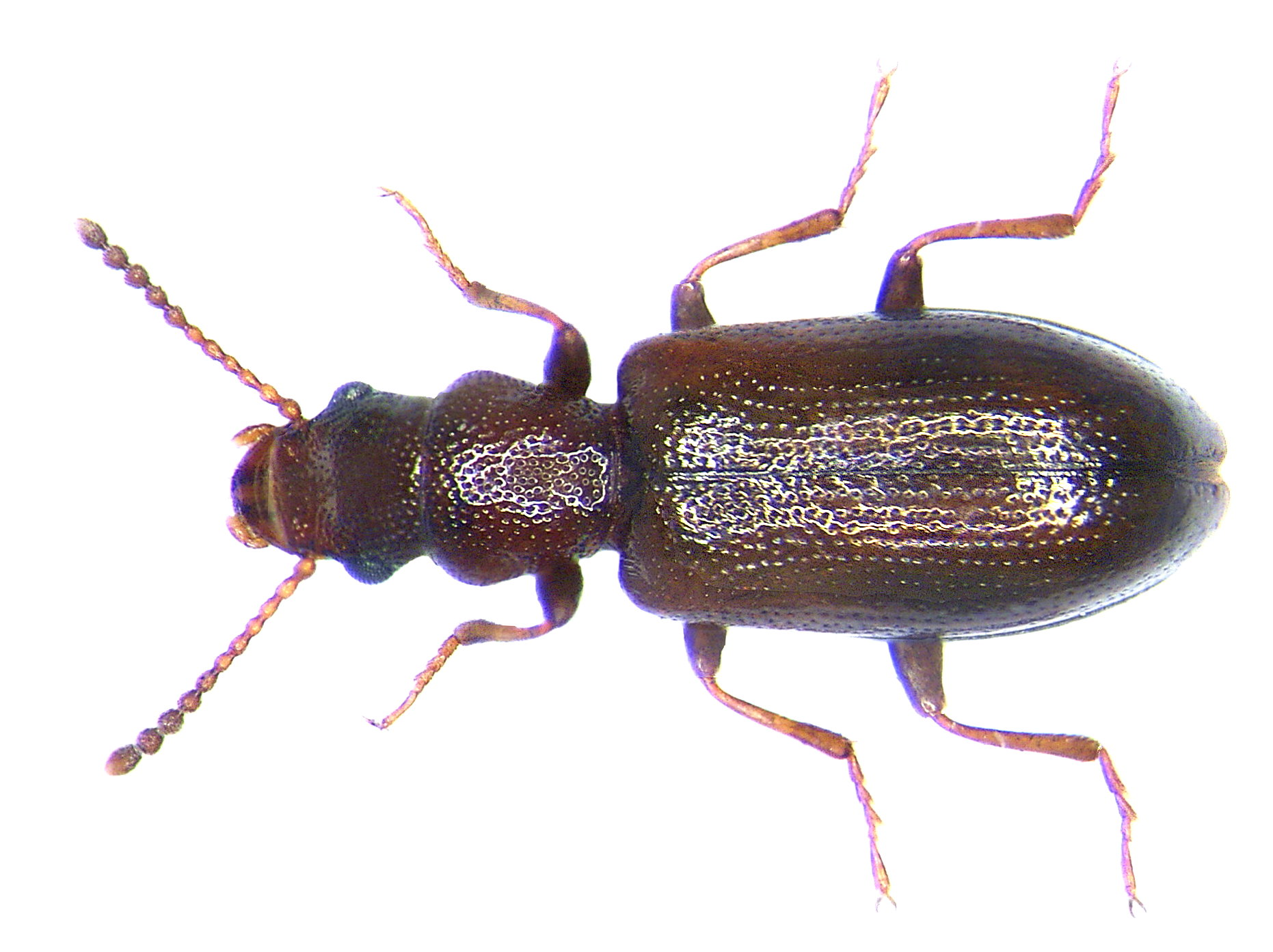
Sphaeriestes castaneus z podrodziny Salpinginae

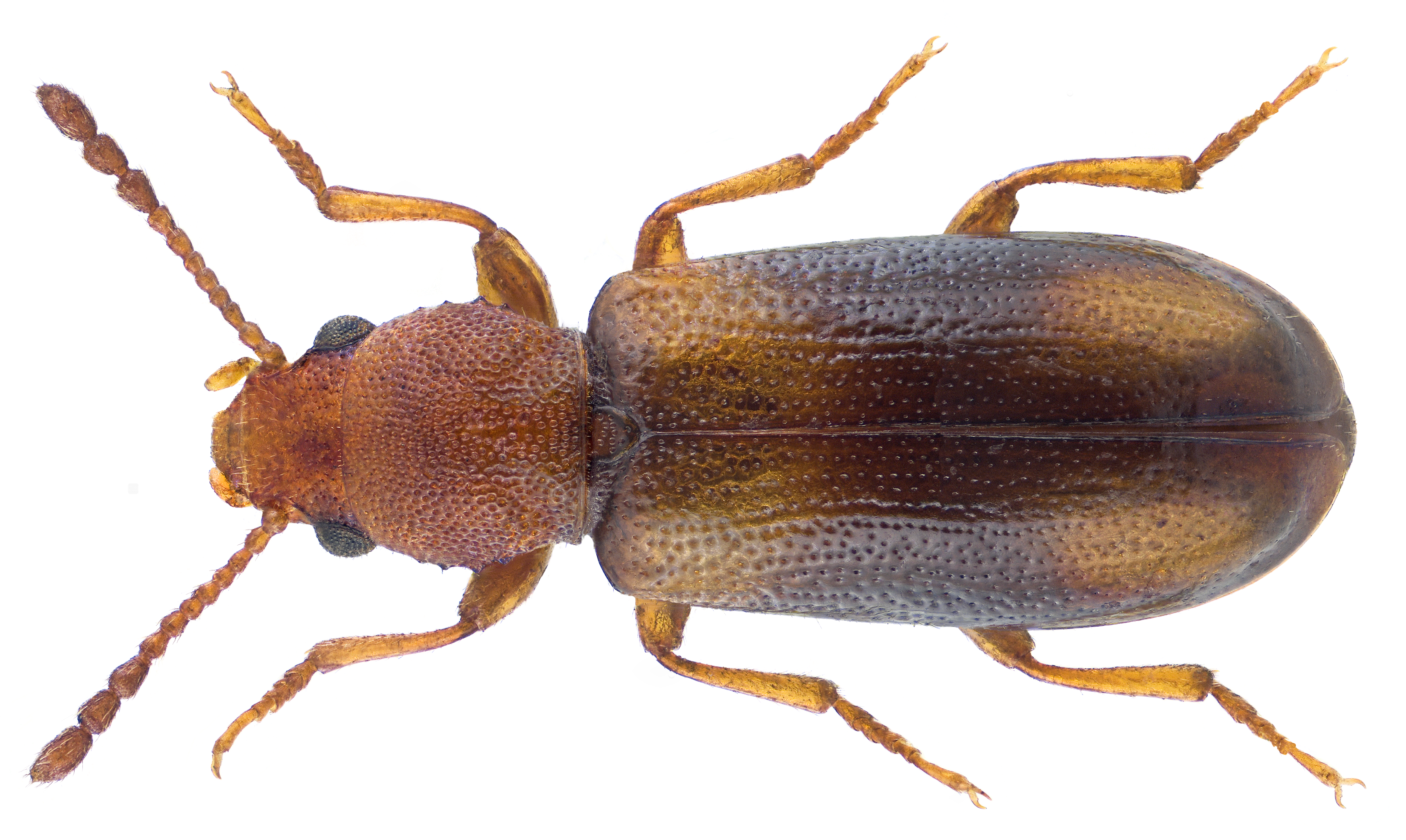
Lissodema denticolle z podrodziny Salpinginae

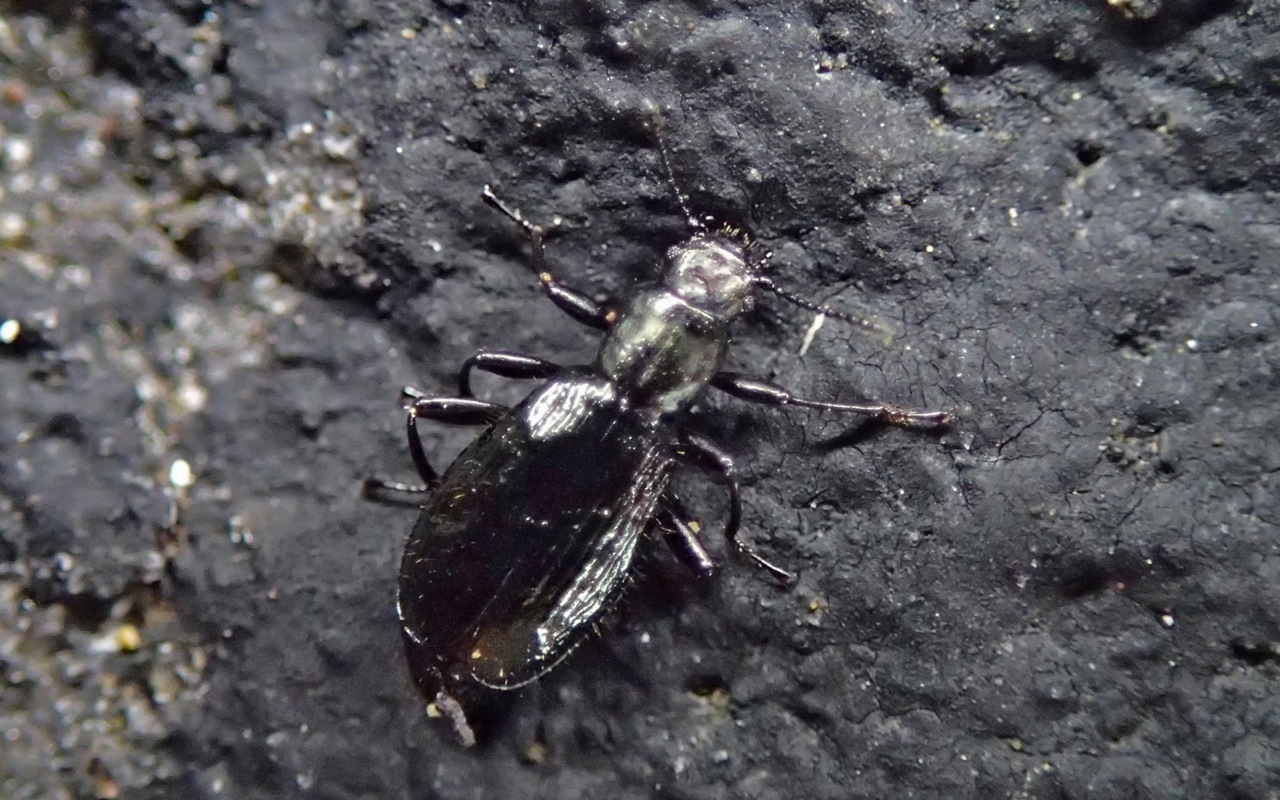
Aegialites saintgeorgensis z podrodziny Aegialitinae

Larwy mają wydłużone, w różnym stopniu spłaszczone, porośnięte szczecinkami lub szczecinkami i włoskami ciało o mniej więcej równoległych bokach. W większości przypadków są jasno zabarwione z ciemniejszą pigmentacją głowy i dziewiątego tergum odwłoka. Prognatyczna głowa ma wolną wargę górną i pozbawiona jest szwu epistomalnego. Oczka larwalne najczęściej występują w liczbie 5 par, ale może ich być też od 1 do 4, a nawet mogą nie występować w ogóle. Trójczłonowe czułki zaopatrzone są w stożkowaty lub palcowaty narząd zmysłowy o długości mniejszej od ich szczytowego członu. Żuwaczki są u nasady szerokie, ku szczytowi zwężone, pozbawione dodatkowych wyrostków na stronach brzusznych, na szczycie zaopatrzone w 2 lub 3 zęby, a na krawędziach tnących w 1 lub 2 ząbki przedwierzchołkowe. Mola bywa dobrze wykształcona lub zredukowana. Szczęki mają niepodzielone, poprzeczne do nieco skośnych kotwiczki, dłuższe niż szerokie pieńki, trójczłonowe głaszczki, zaś żuwki zrośnięte w malę o oszczecinionym wierzchołku. Warga dolna ma dwuczłonowe głaszczki i zwykle pozbawiona jest języczka; występuje on jednak w podrodzinach Othniinae, Aegialitinae i Prostominiinae. Podgębie miewa sklerom różnie ukształtowany lub całkiem zanikły. Przedtułów nie nakrywa głowy i nie przekracza długością pozostałych segmentów tułowia razem wziętych. Pięcioczłonowe odnóża zwieńczone są pazurkowatymi przedstopiami z parą szczecinek. Odwłok jest ponad dwukrotnie dłuższy od tułowia i ma tergity niewystające poza sternity danego segmentu. Dziewiąty segment ma na tergicie parę rozwidlonych lub zaopatrzonych w guzki bądź kolce, rzadko niezmodyfikowanych urogomfów. Na dziesiątym segmencie brak jest pygopodiów.

## Ekologia i występowanie
Większość trąbików to gatunki saproksyliczne, związane z martwym drewnem, jednak preferencje ekologiczne są w tej grupie różnorodne. Należą tu gatunki związane z rozmaitym martwym i żywym materiałem roślinnym, zamieszkujące grzyby, ściółkę, jaskinie (troglobionty), budynki (synantropy), mrowiska (myrmekofile) czy strefy międzypływowe. Również preferencje pokarmowe bywają rozmaite. Do rodziny należą saprofitofagi, mykofagi, koprofagi, algofagi, nekrofagi, wszystkożercy i drapieżcy. Owady dorosłe z podrodziny Salpinginae obserwowane bywają na kwiatach i liściach, ale częściej znajdowane są na pniakach, kłodach i rozkładających się gałęziach.
Rodzina rozprzestrzeniona jest kosmopolitycznie. Othniinae, Prostominiinae i Inopeplinae są szeroko rozprzestrzenione, z największą różnorodnością w cieplejszych strefach klimatycznych. Również Salpinginae są szeroko rozprzestrzenione, jednak w ich przypadku około 60% gatunków zasiedla chłodniejsze strefy klimatyczne półkuli północnej i południowej. Aegialitinae mają zasięg okołopacyficzny. Agleninae spotykane są w Europie, Afryce, Australii i obu Amerykach. Dacoderinae zamieszkują obie Ameryki i północną Australię. Łącznie w nearktycznej Ameryce Północnej występuje około 20 gatunków z 8 rodzajów. Palearktykę zamieszkuje 76 gatunków. W Polsce stwierdzono 14 gatunków z 7 rodzajów i 2 podrodzin (zobacz: Salpingidae Polski). 3 gatunki umieszczone zostały na Czerwonej liście zwierząt ginących i zagrożonych w Polsce.

## Taksonomia
Takson ten wprowadzony został w 1815 roku przez Williama Elforda Leacha pod nazwą Salpingides. Dawniej klasyfikowany był jako podrodzina w obrębie rozmiazgowatych, przy czym wiele zaliczanych doń dziś rodzajów umieszczanych było w innych rodzinach, np. wśród zgniotkowatych, zatęchlakowatych czy gwozdnikowatych. We współczesnym zakresie rodzina Salpingidae zdefiniowana została głównie w pracach Johna F. Lawrence’a z drugiej połowy XX wieku. Podział tejże na 7 niżej przedstawionych podrodzin ugruntowany został przez pracę Lawrence’a i Alfreda Newtona z 1995 roku oraz podtrzymany przez pracę autorstwa 11 koleopterologów z 2011 roku. Monofiletyzm tak rozumianych Salpingidae jest jednak często kwestionowany.
Do rodziny tej zalicza się około 300 opisanych gatunków, zgrupowanych w około 45 rodzajach i 7 podrodzinach:
- Aegialitinae LeConte, 1862
- Agleninae Horn, 1878
- Dacoderinae LeConte, 1862
- Inopeplinae Grouvelle, 1908
- Othniinae LeConte, 1861
- Prostominiinae Grouvelle, 1914
- Salpinginae Leach, 1815

Zapis kopalny rodziny zaczyna się w eocenie. Z epoki tej pochodzi odnaleziona we Francji inkluzja Eopeplus stetzenkoi.